# Doropygopsis longicauda
Doropygopsis longicauda är en kräftdjursart som först beskrevs av Aurivillius 1882.  Doropygopsis longicauda ingår i släktet Doropygopsis och familjen Notodelphyidae. Arten är reproducerande i Sverige. Inga underarter finns listade i Catalogue of Life.